# Индонезийско-пакистанские отношения
Пакистано-индонезийские отношения — двусторонние дипломатические отношения между Пакистаном и Индонезией. Индонезия и Пакистан являются самыми крупными в мире исламскими странами по численности населения. Оба государства члены Организации Исламская конференция. В Джакарте есть посольство Пакистана, а в Исламабаде — посольство Индонезии.

## История
Во время индонезийской национальной революции, Мухаммад Али Джинна призвал мусульманских солдат, служивших в армии Британской Индии, поддержать индонезийцев в их борьбе против голландской колониальной администрации в Индонезии. В результате 600 мусульманских солдат вооружённых сил Британской Индии дезертировали и отправились на помощь к индонезийцам. Из 600 солдат — 500 погибли на этой войне, а остальные вернулись в Пакистан или остались жить в Индонезии. В знак признательности помощи солдат-мусульман Пакистана, Индонезия во время празднования Золотого Юбилея своей независимости, удостоила наградами бывших солдат Пакистана и высшей наградой Адипура — отца-основателя Пакистана Мухаммада Али Джинну.
Отношения Пакистана с Индонезией значительно окрепли во время президентства Мухаммеда Айюб Хана. Во время войны Пакистана с Индией в 1965 году, Индонезия предложила Пакистану военную помощь и оккупировать индийские Андаманские и Никобарские острова, с целью отвлечь индийцев от сражений в Кашмире.

## Военное сотрудничество
Пакистан подписал меморандум о сотрудничестве в области обороны с Индонезией. Одним из ключевых условий меморандума было предложение Индонезии принять участие в совместном производстве пакистано-китайского истребителя JF-17. Индонезия и Пакистан также осуществляют обмен военнослужащими для обучения и обмена опытом.

## Торговля
Двусторонняя торговля между Пакистаном и Индонезией равняется 1 млрд долл. США. Пакистан экспортирует в Индонезию морепродукты, текстиль, пряжи, медицинское оборудование, рис, пшеницу и ковры. В то время как Индонезия экспортирует пальмовое масло в Пакистан.

## Миграция
Помимо пакистанцев постоянно проживающих в Индонезии, есть около 100 индонезийских студентов которые проходят обучение в различных пакистанских университетах. Кроме того, пакистанцы проходят военную подготовку в индонезийских военных академиях, также как и индонезийские военные отправляются на учёбу в Пакистан. Члены пакистанского Джамаат Таблиг совершают поездки в Индонезию для религиозной пропаганды, исламские религиозные студенты из Индонезии отправляются учиться в Пакистан для получения религиозного образования.

## Гуманитарное сотрудничество
Пакистан оказывал медицинскую и гуманитарную помощь Индонезии после цунами 2004 года. Индонезия отправила 15 тонн медикаментов и продовольствия на сумму эквивалентную 1 млн долл. США на помощь Пакистану после наводнения 2010 года.

## Двусторонние визиты
Бывший президент Индонезии Мегавати Сукарнопутри осуществила 3-дневный официальный визит в Исламабад в декабре 2003 года. Бывший президент Индонезии Сусило Бамбанг Юдхойоно посетил Пакистан в 2005 году. Бывший президент Пакистана Первез Мушарраф посетил Индонезию в январе 2007 года и провёл переговоры с президентом Индонезии Сусило Бамбанг Юдхойоно. В ноябре 2010 года, министр иностранных дел Пакистана Шах Махмуд Куреши посетил Индонезию и провёл двусторонние переговоры по вопросам торговли, терроризма, нынешней ситуации в Афганистане и на Ближнем Востоке.